# Kernkraftwerk Marcoule
Das stillgelegte Kernkraftwerk Marcoule liegt bei den Gemeinden Chusclan und Codolet etwa 30 Kilometer nördlich von Avignon in der französischen Region Okzitanien im Département Gard an der Rhône. Das Kraftwerk, das aus drei UNGG-Reaktoren bestand, befindet sich auf dem Areal der Nuklearanlage Marcoule, auf dem sich ebenfalls der Schnelle Brüter Phénix und die Aufarbeitungsanlage Melox befinden. Die Anlage spielte eine zentrale Rolle in Staatspräsident Charles de Gaulles Anschub-Programm für eine französische Kernwaffen-Streitmacht.

## Eckdaten
Das Kernkraftwerk wurde von den französischen Gesellschaften Électricité de France (EDF) und Commissariat à l’énergie atomique (CEA) betrieben.
Der erste UNGG-Reaktor hatte eine Nettoleistung von zwei Megawatt (MW) und wurde nur militärisch genutzt. Die Nettoleistung der beiden anderen UNGG-Reaktoren lag bei jeweils 38 MW. Die Bruttoleistung lag bei 43 MW.
Der erste Reaktorblock (G1) ging am 7. Januar 1956 in Betrieb und wurde am 15. Oktober 1968 stillgelegt. Er produzierte vor allem Plutonium für Atombomben. Baubeginn für den zweiten und dritten Reaktorblock (G2 und G3) war am 1. März 1955. Der zweite ging am 22. April 1959 in Betrieb, der dritte am 4. April 1960. Der zweite Reaktorblock wurde am 2. Februar 1980 abgeschaltet und der dritte am 20. Juni 1984.

## Bekannte Vorfälle
Am 12. September 2011 explodierte ein Verbrennungsofen für schwach radioaktive Abfälle auf dem Werksgelände der Nuklearanlage Marcoule. Diese Explosion wurde von vielen Medien zunächst fälschlich dem Kernkraftwerk Marcoule zugeordnet.

## Daten der Reaktorblöcke
Das Kernkraftwerk Marcoule hatte insgesamt drei Blöcke:
| Reaktorblock | Reaktortyp   | Netto- leistung | Brutto- leistung | Baubeginn  | Netzsyn- chronisation | Kommer- zieller Betrieb | Abschal- tung |
| ------------ | ------------ | --------------- | ---------------- | ---------- | --------------------- | ----------------------- | ------------- |
| Marcoule G1  | UNGG-Reaktor | 2 MWe           |                  | 1955       | September 1956        | -                       | 15.10.1968    |
| Marcoule G2  | UNGG-Reaktor | 38 MWe          | 43 MWe           | 01.03.1955 | 22.04.1959            | 22.04.1959              | 02.02.1980    |
| Marcoule G3  | UNGG-Reaktor | 38 MWe          | 43 MWe           | 01.03.1956 | 04.04.1960            | 27.05.1981              | 20.06.1984    |